# Vilões de Homem-Aranha
O Homem-Aranha e todos os personagens diretamente correlacionados a ele em sua história, em especial os vilões, são oriundos das histórias em quadrinhos do Universo Marvel, publicadas pela editora norte-americana Marvel Comics. Atualmente, a franquia expandiu-se muito além dos gibis, incluindo desenhos. Depois do lançamento de Venom nos cinemas, a Sony criou uma franquia de filmes baseada em vilões do Homem-Aranha, que inclui três filmes sobre o personagem Venom e outros três sobre Morbius, Madame Web e Kraven the Hunter.
Como um dos personagens mais famosos da Marvel, o Homem-Aranha têm também uma das mais conhecidas listas de inimigos das histórias em quadrinhos. Enquanto muitos dos vilões de Batman, por exemplo, tendem a ser representações de vários conceitos e psicoses (jogos, comédia, dualidade, medo, plantas, frio, etc.), grande parte da origem dos vilões de Homem-Aranha é baseada em acidentes científicos ou no mau uso da tecnologia científica, numa clara relação ao acidente científico que deu origem aos poderes do próprio Homem-Aranha. Outra característica é que muitos também possuem as roupas baseadas em animais ou em seus próprios poderes. Os inimigos do Homem-Aranha são considerados como alguns dos mais completos antagonistas dos quadrinhos, pois lhes são dadas a mesma ênfase em suas habilidades especiais e em suas personalidades.
A lista de inimigos do Homem-Aranha é eclética, incluindo assassinos ocasionais, gênios ensandecidos, chefes do crime e até mesmo monstros extraterrestres. Devido à natureza do universo em que vive, ele lutou com muitos vilões mais associados a outros heróis do que com ele próprio. Logicamente, porém, ao se confrontar com esses personagens, eles passam a ser considerados seus próprios inimigos. Esses vilões muitas vezes formam equipes como o Sexteto Sinistro para se opor ao super-herói.

## Principais vilões de Homem-Aranha

### Dennis Carradine
O primeiro criminoso que Peter Parker enfrentou não foi um dos seus mais conhecidos inimigos fantasiados, mas sim um criminoso comum. Esse trapaceiro teve um papel essencial na origem do Homem-Aranha em Amazing Fantasy #15 (Agosto de 1962), de Stan Lee e Steve Ditko. O Homem-Aranha, originalmente, tinha a intenção de usar seus poderes para obter fama e fortuna. Assim, um dia ele permitiu que um ladrão passasse por ele, quando poderia facilmente detê-lo. Mais tarde, naquela noite, o mesmo ladrão invadiu sua casa com a intenção de assaltá-la e, quando confrontado, matou seu tio, Benjamin Parker. Após perseguir o assassino até uma casa abandonada e confrontá-lo, Peter aprendeu com sua perda, que ele poderia ter evitado a morte de seu tio sendo mais responsável. Assim, ele passou a pautar seus atos em uma frase que seu próprio tio disse: "Com grandes poderes, vêm também grandes responsabilidades".
O ladrão reapareceu em Amazing Spider-Man #170, depois de cumprir sua pena na prisão. Em Amazing Spider-Man #200 (Janeiro de 1980), é revelado que ele estava atrás de uma grande quantidade de dinheiro escondida na casa dos Parker, mas que, sem que ele soubesse, havia sido destruída por insetos há anos. Quando o Homem-Aranha o confronta novamente (e se revela sobrinho de Ben Parker), O ladrão, em consequência do susto, tem um ataque do coração e morre.
Ele deixou uma filha chamada Jessica Carradine, fotógrafa que teve um caso com Ben Reilly, clone do Homem-Aranha. Ela acreditava que a culpa assumida por seu pai pela morte de Ben Parker fora um engano: a moça achava que a arma com a qual Ben foi morto era dele mesmo, e disparou por acidente durante a luta entre o idoso senhor e o criminoso. Desta maneira, ela considerava o Homem-Aranha responsável pela morte de seu pai. Depois de descobrir que Ben é o Homem-Aranha, ela primeiro o ameaça, dizendo que vai mostrar uma foto que tirou de Ben sem a máscara.  Porém, depois de testemunhar Ben arriscar sua vida para salvar um inocente em um arranha-céu em chamas, decide não fazê-lo, entregando-o sua fotografia.
O verdadeiro nome do ladrão nunca foi revelado, e sequer fora realmente dito se seu sobrenome era Carradine. No jogo "Homem-Aranha", para Playstation 2 (baseado no filme de 2002), ele é chamado de "Spike", mas isso pode ser apenas um apelido. Já no jogo "O Espetacular Homem-Aranha 2" (baseado no filme de 2014), ele é chamado de Dennis Carradine, assim como no filme de 2007: "Homem-Aranha 3".

### Abutre
O Abutre original foi criado por Stan Lee e Steve Ditko e apareceu pela primeira vez em The Amazing Spider-Man #2 (maio de 1963). Blackie Drago, o segundo Abutre, apareceu em The Amazing Spider-Man #48 e foi criado por Stan Lee e John Romita, Sr. Clifton Shallot, o terceiro Abutre, apareceu em The Amazing Spider-Man #127 e foi criado por Ross Andru, Gerry Conway e John Romita, Sr. Jimmy Natale, o quarto Abutre, apareceu em The Amazing Spider-Man #593 e foi criado por Mark Waid e Mike McKone.
Utilizando seu arreio, o Adrian Toomes / Abutre é capaz de voar como se fosse um voo alado natural. Ele veste uma roupa com tecido elástico sintético e um arnês eletromagnético adaptado com asas de pássaro debaixo dos braços. O dispositivo possui um gerador de anti-gráviton eletromagnético em um chicote de fios que lhe permite voar silenciosamente e manobrar precisamente. Também aumenta sua resistência à lesão a ponto de sobreviver aos melhores golpes do Homem-Aranha.

### Camaleão
O Dmitri Anatoly Nikolayevich Smerdyakov / Camaleão é um supervilão das histórias em quadrinhos americanas da Marvel Comics, criado por Stan Lee e Steve Ditko. Apareceu pela primeira vez em The Amazing Spider-Man #1 (março de 1963). Além do ladrão que matou o tio Ben, o Camaleão foi o primeiro inimigo do Homem-Aranha. É o meio-irmão mais novo de Sergei Nikolaevich Kravinoff, mais conhecido como Kraven, o Caçador, com quem morou na Rússia antes de ambos se mudarem para o EUA e virarem vilões do Amigão da Vizinhança.

### Doutor Octopus
Um dos primeiros inimigos do Homem Aranha (e o primeiro a derrotá-lo em batalha), Dr. Otto Octavius / Doutor Octopus é, de certa maneira, a antítese de Peter pois enquanto o acidente científico que o jovem sofreu fez dele um herói, Otto seguiu o caminho inverso. Após ser ridicularizado pela comunidade científica, ele acaba por sofrer um acidente enquanto usava sua maior invenção: um exoesqueleto externo de metal, composto de quatro tentáculos altamente resistentes. Após sofrer o acidente, os tentáculos incorporaram-se ao seu sistema nervoso, tornando-se extensões de seu próprio corpo. Porém, diversamente de Peter, Otto resolve utilizar seus poderes para empreender uma vingança pessoal contra o mundo que o havia humilhado.
Já tendo enfrentado e sido derrotado pelo Homem-Aranha em diversas ocasiões, O Dr. Octopus é uma alma atormentada, considerando-se um gênio incompreendido, que vê na ira e violência a única maneira de ser reconhecido pelo mundo. Seu ódio pelo Homem-Aranha é imenso, pois ele considera a maior humilhação de sua vida ter sido derrotado por um oponente que ele considera indigno e inferior.
Curiosidade: Octopus significa "polvo" em inglês.

### Duende Verde
O Norman Osborn / Duende Verde é considerado por muitos como o vilão mais importante na história do Homem-Aranha. Inicialmente tendo como alter-ego Norman Osborn, após sua morte o vilão foi incorporado por seu filho, Harry Osborn. Além disso, a tecnologia deixado pelas duas geração de vilões possibilitou que inúmeros adversários do Aranha a readaptassem e utilizassem, em várias identidades para o outro vilão: o Duende Macabro.
A importância desse personagem deve-se principalmente ao aspecto de destaque que ele possui na vida de Peter Parker, tanto no âmbito pessoal (como amigos da família Parker), quanto como adversários do próprio Homem Aranha. O Duende Verde original (Norman Osborn) era um rico industrial nova-iorquino, pai do melhor amigo de Peter, Harry Osborn. Como dono da Oscorp, Norman tinha muito prestígio em Nova York mas, ao enfrentar uma crise financeira, acabou servindo de cobaia para produtos experimentais de sua própria empresa, que lhe deram super-poderes ao mesmo tempo em que acabavam com sua sanidade. Sendo derrotado pelo Homem aranha várias vezes, ele certa vez obteve um considerável trunfo, ao ser o primeiro super-vilão a descobrir a identidade secreta do herói (que também conhecia a identidade secreta do vilão).
Após um período de guerra psicológica entre os dois personagens (em que ambos escondiam saber os segredos do outro), o Duende Verde toma uma atitude que marcaria para sempre a vida de Peter: ele sequestra Gwen Stacy, a então namorada de Parker. Peter consegue resgatá-la mas, ao interromper a queda livre em que o Duende a havia lançado, o pescoço da jovem acaba se quebrando. No combate que se seguiu, Norman acaba sendo morto por seu próprio equipamento. Harry, que observava a batalha, acaba considerando o Homem Aranha o responsável pela morte de seu pai.
Desnorteado, Harry acaba por descobrir o equipamento de seu pai e o soro que lhe deu super-poderes, passando a atuar como um novo Duende Verde. Esse é o período da maior batalha psicológica na vida do Aranha pois, ao descobrir a identidade do vilão, ele faz de tudo para detê-lo, sem machucar seu amigo, que ele sabia estar confuso. A situação se complica ainda mais quando o próprio Harry descobre a identidade de Peter. Após muitas batalhas, Harry acaba recuperando a sanidade e perdendo as memórias do tempo que agiu como vilão. Porém, durante a Saga Inferno sua "personalidade maligna" acaba por aflorar novamente e ele morre em consequência de seus próprios atos, da mesma maneira que seu pai. Porém, diferentemente de Norman, ele se arrepende dos seus atos em seu leito de morte e pede o perdão de Peter.

### Electro
O Maxwell Dillon / Electro, é um vilão do Homem-Aranha que aparecem nas histórias em quadrinhos publicadas pela Marvel Comics. Maxwell Dillon, o primeiro Electro, é um inimigo do Homem-Aranha, que ganhou a habilidade de controlar a eletricidade depois de ser atingido por um raio enquanto trabalhava em uma linha de energia. Electro desde então se tornou um dos adversários mais duradouros do Homem-Aranha tornando-se parte da equipe desonesta conhecida como O Sexteto Sinistro.
O personagem apareceu em inúmeros desenhos e video games do Homem-Aranha e fez sua estreia cinematográfica em 2014 com The Amazing Spider-Man 2, interpretado pelo ator Jamie Foxx. Em 2009, ele foi classificado como 87.º Maior Vilão de Quadrinhos de Todos os Tempos pela IGN.

### Homem Areia
William Baker, quando criança, morava no Brooklyn e perdeu seu pai muito cedo. A partir de certa idade, ele entrou para o mundo do crime usando o nome de Flint Marko. Ele acabou preso e enviado em uma colônia penal na Polinésia Francesa. Quando conseguiu escapar da prisão, fugiu para uma ilha próxima, onde um teste de arma nuclear era iminente. O impacto indireto de radiação que Flint sofreu em contato com a areia da praia lhe concedeu o poder de se transformar em uma grande massa metamorfa. Geralmente, usa seu poder para moldar seus braços em marretas descomunais e penetrar frestas, o que facilita a prática de furtos.
A atividade criminosa do Homem-Areia é sempre frustrada pelo Homem-Aranha, seu maior inimigo. O ressentimento contra o herói e a possibilidade lucrativa de se livrar dele levaram Baker a se engajar no Sexteto Sinistro, grupo criado com o propósito específico de eliminar o Escalador de Paredes. Nessas histórias, aliás, Jack Kirby alterou o uniforme do vilão, fazendo-o parecer mais maligno. A partir daí, os desenhistas têm alternado o uniforme do Homem-Areia. Quando o querem menos mau, o desenham com a caracterização antiga. Já quando o enredo o torna mais maligno, preferem o uniforme de Kirby.

### Kraven, o Caçador
Sergei Kravinoff / Kraven, o Caçador é um personagem de quadrinhos (banda desenhada) da Marvel Comics e um dos vilões do Homem-Aranha. Criado por Stan Lee e Steve Ditko. Na maioria das vezes um vilão, mas em alguns casos um anti-herói, o personagem apareceu pela primeira vez em The Amazing Spider-Man #15, em agosto de 1964. Possui uma relação de parentesco com o Camaleão, seu meio-irmão Dmitri Smerdyakov, com quem morou na Rússia.

### Lagarto
O Dr. Curt Connors / Lagarto é um personagem das Histórias em Quadrinhos da Marvel Comics, presente como vilão nas histórias do Homem-Aranha. Criado em 1963 por Stan Lee e Steve Ditko para a sexta edição da revista The Amazing Spider-Man, o personagem é o alter-ego do Dr. Curt Connors, um médico e cientista que tentando replicar a regeneração réptil para recuperar um braço perdido, acaba por virar um homem-lagarto.

### Rhino
O Aleksei Sytsevich / Rhino foi criado pelo escritor Stan Lee e pelo artista John Romita Sr. , e apareceu pela primeira vez em The Amazing Spider-Man #41 (outubro de 1966). O personagem é um bandido russo que passou por um procedimento experimental que lhe deu uma cobertura de pele artificial e força sobre-humana. Rebelando-se contra os cientistas responsáveis por sua transformação, Rhino usou seus novos poderes para se tornar um criminoso bem-sucedido e logo entrou em conflito com super-heróis como o Homem-Aranha. O personagem é tipicamente retratado como um bruto estúpido, capaz de grande destruição, mas, em última análise, facilmente enganado.

### Shocker
Herman Schultz / Shocker é um super-vilão da série Homem-Aranha, protagonizada pelo personagem homônimo de maior sucesso da Marvel Comics, criado por Stan Lee e John Romita. Sua primeira aventura ocorreu na revista The Amazing Spider-Man (vol. 1) #46 (março de 1967). Em sua primeira batalha com o Homem-Aranha, quase o derrotou, pois o herói estava com o braço machucado.

### Venom
Apesar de ser mais "recente" que seus predecessores, Eddie Brock / Venom também é considerado um dos maiores inimigos do Homem-Aranha. Isso se dá devido ao surgimento do vilão ter sido indiretamente provocado pelo próprio Peter Parker (diferentemente dos anteriores). O vilão Venom é formado pela associação do simbionte alienígena com que Parker teve contato durante a mini-série Guerras Secretas (e que lhe serviu de "uniforme negro") e Eddie Brock, um fotógrafo concorrente de Peter que, ao ser desmascarado pelo herói (que revelou que grande parte das fotos de Eddie não passavam de fraudes) acabou culpando-o por todos os seus problemas.
Logo quando, ao descobrir que a substância que lhe servia de "uniforme negro" era na verdade um simbionte alienígena que aumentava seus poderes ao mesmo tempo em que trazia à tona seu "lado negro", Peter se livra da criatura. Esta acaba por encontrar Eddie Brock e, ao sentir o ódio do jovem contra seu antigo hospedeiro, acaba por associar-se a ele, formando uma criatura com poderes semelhantes ao Homem-Aranha e com um único objetivo: destruir aquele que lhe causou tanto mal. Apesar da consciência restante de Eddie Brock impedir que Venom ataque gratuitamente inocentes, o vilão não têm o menor escrúpulo em causar morte e destruições desenfreadas quando isso pode lhe permitir causar mal à seu maior desafeto.

### Carnificina
Cletus Kasady / Carnificina é considerado um dos vilões mais violentos do Homem-Aranha. Isso se dá ao fato do vilão ser sanguinário ao máximo, também sendo um vilão do Venom. O vilão Carnificina surgiu após um filhote do simbionte Venom ser deixado na cela onde Cletus Kasady, um psicopata e serial killer, e Eddie Brock estavam, o filhote do simbionte se conecta a Cletus assim se tornando o Carnificina.
O vilão teve seu auge no arco de histórias Carnificina Total (em inglês: Maximum Carnage), onde se aliou a Frances Barrison / Shriek e Spider-Doppelganger, outros dois vilões do Homem-Aranha, o Homem-Aranha precisou da ajuda do Venom e de outros heróis como o Capitão América e o Punho de Ferro para vencer de Cletus Kasady / Carnificina.

### Mysterio
Quentin Beck / Mysterio é um ilusionista e considerado um dos vilões mais impiedosos do Homem-Aranha. Ele é um vilão que finge ser um herói, mas a verdade é que ele é um ilusionista que usa de suas ilusões para formar vilões imaginários que podem destruir até mesmo uma cidade inteira, ele finge ser amigo do Homem-Aranha para matá-lo e assim substituir seu legado e Mysterio ser lembrado como um herói, algo que ele não consegue.

### Demais vilões
- Anti-Venom
- Cabeça de Martelo
- Carnificina
- Chacal
- Consertador
- Doutor Destino
- Duende Macabro
- Escorpião
- Gatuno
- Homem-Hídrico
- Kaine
- Lápide
- Magma
- Mysterio
- Morbius
- Rei do Crime
- Sr. Negativo
- Toxina
- Homem Lobo
- Fraude
- Urso Cinzento
- Gibão
- Mancha
- Canguru
- Spencer Smythe
- Alistair Smythe
- Mestre dos Robôs
- Morlun
- Duende Cinza
- Spider-Doppelganger
- Shriek
- Duende Demoníaco
- Besouro
- Ardiloso
- Tarântula
- Carniça
- Rosa

Seis dos personagens supracitados certa vez se uniram contra o herói aracnídeo, formando o grupo conhecido como Sexteto Sinistro.

## Vilões do cinema
A sequência de 3 filmes do Homem-Aranha, dirigidas por Sam Raimi, conta a história de talvez cinco dos mais perigosos vilões de todos os tempos, enfrentados pelo herói.
1. Norman Osborn / Duende Verde (interpretado por Willem Dafoe) em Spider-Man (2002), ele aparece como uma halucinação em forma de Norman para Harry em Spider-Man 2 (2004) e Spider-Man 3 (2007) e retornou como Duende Verde em Spider-Man: No Way Home (2021).
2. Dr. Mendel Stromm (interpretado por Ron Perkins) em Spider-Man (2002).
3. Locutor de Ringue / Segurança / Maître d ' / Quentin Beck / Mysterio (interpretado por Bruce Campbell) em Spider-Man (2002),  Spider-Man 2 (2004) e Spider-Man 3 (2007).
4. Dr. Otto Octavius / Doutor Octopus (interpretado por Alfred Molina) em Spider-Man 2 (2004) e retornou ao papel em Spider-Man: No Way Home (2021).
5. Dr. Curt Connors (interpretado por Dylan Baker) em Spider-Man 2 (2004) e Spider-Man 3 (2007) e mencionado em Spider-Man (2002).
6. Harry Osborn / Duende Verde (interpretado por James Franco) em Spider-Man 3 (2007) e como não-vilão em Homem-Aranha 2 e em Homem-Aranha.
7. John Jameson (interpretado por Daniel Gillies) em Spider-Man 2 (2004).
8. Flint Marko / Homem-Areia (interpretado por Thomas Haden Church) em Spider-Man 3 (2007) e o personagem irá retornar em Spider-Man: No Way Home (2021) como um Golem de Areia sem falas com isso o ator não retornou nesse filme.
9. Eddie Brock Jr. / Venom (interpretado por Topher Grace) em Spider-Man 3 (2007).
A nova sequência de filmes do Homem-Aranha, dirigidas por Marc Webb apresenta novos vilões e trás de volta um que já foi utilizado na franquia anterior.
10. Dr. Curt Connors / Lagarto (interpretado por Rhys Ifans) em The Amazing Spider-Man (2012), e o personagem irá retornar em Spider-Man: No Way Home (2021) somente na forma de Lagarto e não terá falas com isso o ator não retornou nesse filme.
11. Norman Osborn (interpretado por Chris Cooper) em The Amazing Spider-Man 2: Rise of Electro (2014).
12. Harry Osborn / Duende Verde (interpretado por Dane DeHaan) em The Amazing Spider-Man 2: Rise of Electro (2014).
13. Aleksei Sytsevich / Rhino (interpretado por Paul Giamatti) em The Amazing Spider-Man 2: Rise of Electro (2014).
14. Max Dillon / Electro (interpretado por Jamie Foxx) em The Amazing Spider-Man 2: Rise of Electro (2014), e retornará Spider-Man: No Way Home (2021).
15. Felícia Hardy (interpretada por Felicity Jones) em The Amazing Spider-Man 2: Rise of Electro (2014).
A nova franquia com a Marvel Studios traz três novos vilões e alguns vilões da trilogia de Sam Raimi e da Duologia de Marc Webb, os novos filmes são dirigidos por Jon Watts.
16. Adrian Toomes / Abutre (interpretado por Michael Keaton) em Spider-Man: Homecoming (2017) e retornará no filme do Universo Marvel do Homem Aranha no filme Morbius (2022).
17. Herman Schultz / Shocker (interpretado por Bokeem Woodbine) em Spider-Man: Homecoming (2017)
18. Jackson Brice / Montana / Shocker (interpretado por Logan Marshall-Green) em Spider-Man: Homecoming (2017)
19. Aaron Davis (interpretado por Donald Glover) em Spider-Man: Homecoming (2017)
20. Phineas Mason / O Consertador (interpretado por Michael Chernus) em Spider-Man: Homecoming (2017)
21. Marc Gargan (interpretado por Michael Mando) em Spider-Man: Homecoming (2017)
22. Quentin Beck / Mysterio (interpretado por Jake Gyllenhaal) em Spider-Man: Far From Home (2019)
Enquanto a Marvel Studios usa o Homem Aranha no MCU, A Sony iniciou um Universo Compartilhado fazendo filmes com os vilões do Aranha.
23. Eddie Brock / Venom (interpretado por Tom Hardy) em Venom (2018), Venom: Let There Be Carnage (2021) e Venom: The Last Dance (2024).
24. Carlton Drake / Riot (interpretado por Riz Ahmed) em Venom (2018).
25. Anne Weying / She-Venom (interpretada por Michelle Williams) em Venom (2018), Venom: Let There Be Carnage (2021).
26. Cletus Casady / Carnificina (interpretado por Woody Harrelson) em Venom (2018) (Na cena pós-créditos), Venom: Let There Be Carnage (2021).
27. Frances Barrison / Shriek (interpretada por Naomie Harris) em Venom: Let There Be Carnage (2021).
28.  Patrick Mulligan (interpretado por Stephen Graham) em Venom: Let There Be Carnage (2021).
29. Dr. Michael Morbius / Morbius, the Living Vampire (interpretado por Jared Leto) em Morbius (2022).
30. Loxias Crown / Hunger (interpretado por Matt Smith) em Morbius (2022).
31. Knull, o Deus dos Simbiontes (interpretado por Andy Serkis) em Venom: The Last Dance (2024).
31. Sergei Nikolaevich Kravinoff / Kraven, O Caçador (interpretado por Aaron Taylor-Johnson) em Kraven (2024).